# Le Carnet à spirale

Le Carnet à spirale est une chanson interprétée, écrite et composée par William Sheller, sortie en 1976.
Deuxième extrait de l'album Dans un vieux rock'n'roll à être sorti en single, elle fut l'un des deux grands succès de l'album avec Dans un vieux rock'n'roll.
Dans le refrain, il évoque des collages à  la gomme arabique. Dans le livret de sa compilation Tu devrais chanter, il explique qu'il y a eu un regain d'intérêt pour ce produit au moment du succès de la chanson.

## Sortie et accueil
Le single entre dans le classement des meilleures ventes de singles à partir du 4 octobre 1976 à la 45e place. Il y reste classé pendant douze semaines en se vendant à plus de 82 000 exemplaires et ayant réussi à atteindre la 25e place pendant deux semaines (du 18 au 31 octobre 1976).